# Charles de Géer
Barón Charles de Geer o Carl de Geer ( 10 de febrero de 1720, Finspång - 20 de mayo (o 7 de marzo) de 1778, Lövstabruk) fue un biólogo, industrial, y político sueco.
De Geer, venía de una familia con raíces holandesas, arribando a los tres años a Utrecht, donde hará sus primeros estudios clásicos. Retorna a Suecia para seguir los cursos de Carlos Linneo en la Universidad de Upsala. Un apasionado por el conjunto de las ciencias naturales, se especializa en insectos y arácnidos.
Hereda de un tío sin hijos, una amplia finca y otros importantes bienes raíces, en Leufsta (Lövstabruk), Uplandia, que lo hacen muy rico.
Gran admirador de Réaumur, publica sus Mémoires pour servir à l'histoire des insectes (de 1752-1778),con analogías en el diseño de la obra. Describe historias de vida, alimento, reproducción, sobre la base de pacientes investigaciones y análisis de la literatura preexistente. Las ilustran 238 planchas de cobre; con 1.466 especies.
En nomenclatura, de Geer fue menos progresivo; el Volumen 1 de Mémoires de 1752 fue el primero en usar el sistema de nomenclatura binomial inventado por su colega sueco Carlos Linneo. En el Volumen 2 de 1771 no lo usa, y en el Volumen 3 de 1773 lo usa parcialmente. Coloca el nombre específico entre barras y sigue una larga diagnosis al viejo estilo. También cambia muchos de los nombres de Linneo. Parece que hizo una concesión a usarlos a medida que hacia los 1760 y 1770 el sistema linneano incrementa su uso, no porque de Geer quisiera el nuevo sistema. Tuvieron diferencias: "no todos ven con la misma claridad, y la gente tiene la debilidad de no pelear lo suficiente por sus propias opiniones" (carta a Linneo del 16 de octubre de 1772) o "si aquí allá mantengo una opinión diferente, estoy aquí, como antes, preguntándote no para que lo tomes a mal" (carta a Linneo del 23 de febrero de 1774).
Fue sepultado, junto con su esposa en la catedral de Upsala. Legó una importante colección de historia natural a la Academia de las Ciencias de Suecia, conservadas hoy en el Museo Sueco de Historia Natural (Naturhistoriska riksmuseet de Estocolmo). Lega igualmente a la Biblioteca de Leufsta, numerosos libros y manuscritos de Olof Rudbeck, den Ältere, (1630-1702) así como una importante colección de partituras musicales del siglo XVIII. Esa biblioteca es adquirida, en 1986, por la Biblioteca Universitaria de Upsala, gracias a una donación de Katarina Crafoord (una de las hijas de Holger Crafoord (1908-1982), el fundador de Gambro, la sociedad comercial e industrial sueca de instrumentos médicos).

## Honores
Fue nombrado miembro de la Academia de las Ciencias de Suecia en 1739, con 19 años. Y en 1748, corresponsal de la Academia de las Ciencias Francesa de París. Fue hecho Comandante de la Orden de Wasa.

## Obra
- Tal om nyttan, som Insecterne och deras skärskådande, tilskynda oss, ... Estocolmo 1744-47
- Mémoires pour servir à l'histoire des insectes. Grefing & Hesselberg, Estocolmo 1752-78
- Tal, om insecternas alstring. Estocolmo 1754
- Abhandlungen zur Geschichte der Insecten. Müller & Raspe, Leipzig, Nürenberg 1776-83 p. m.
- Genera et species insectorum. Crusium, Leipzig 1783 p. m.[1]

## Insectos descritos por De Geer
- Camponotus pennsylvanicus, hormiga negra carpintera (Hymenoptera: Formicidae)
- Dermestes maculatus, Coleoptera 1774
- Xestobium rufovillosum,, Coleoptera 1774
- Meconema thalassinum, Orthoptera 1773 Imagen
- Necrobia rufipes, Coleoptera 1775
- Gasterophilus intestinalis, Diptera 1776
- Episyrphus balteatus, Diptera 1776
- Triatoma rubrofasciata, Triatominae, Hemiptera 1773
- Erythrodiplax unimaculata, 1773
- Anasa tristis,

## Abreviatura (zoología)
La abreviatura De Géer  se emplea para indicar a Charles de Géer como autoridad en la descripción y taxonomía en zoología.